# Forma bilineal
Siguin {\displaystyle V\,} i {\displaystyle W\,} objectes matemàtics qualsevol, tots dos amb estructura lineal, l'un per l'esquerra i l'altre per la dreta, sobre un altre objecte {\displaystyle K} amb estructura aritmètica. Típicament {\displaystyle V\,} i {\displaystyle W\,} són dos {\displaystyle K}-mòduls, l'un per l'esquerra i l'altre per la dreta, sobre un anell {\displaystyle K}, o dos espais vectorials, igualment l'un per l'esquerra i l'altre per la dreta, sobre un cos {\displaystyle K}. Una forma bilineal {\displaystyle \omega } és una aplicació
| {\displaystyle \omega :V\times W\longrightarrow K\,} |

del producte cartesià dels objectes {\displaystyle V\,} i {\displaystyle W\,} a l'objecte {\displaystyle K\,} que compleix el requeriment de linealitat a les dues components:
| {\displaystyle \omega (\lambda x+\mu y,z)=\lambda \omega (x,z)+\mu \omega (y,z)\,,\quad x,y\in V\,,\quad z\in W\,,\quad \lambda ,\mu \in K\,} |
| {\displaystyle \omega (x,z\lambda +t\mu )=\omega (x,z)\lambda +\omega (x,t)\mu \,,\quad x\in V\,,\quad z,t\in W\,,\quad \lambda ,\mu \in K\,} |

## Notació
Si {\displaystyle \omega } és una forma bilineal i {\displaystyle x\in V} i {\displaystyle y\in W}, hom sol usar la notació
| {\displaystyle \langle x,y\rangle _{\omega }\,} |

per expressar el valor {\displaystyle \omega (x,y)\,} de la forma {\displaystyle \omega \,} en la parella {\displaystyle (x,y)\,}, és a dir, {\displaystyle \langle x,y\rangle _{\omega }=\omega (x,y)\,} i, si en el context no hi ha ambigüitat, hom pot prescindir del símbol que nombra la forma {\displaystyle \omega } :
| {\displaystyle \langle x,y\rangle \,} |

## Formes bilineals degenerades i no degenerades
Els conjunts
| {\displaystyle N_{V}=\left\{x\in V,\forall y\in W,\langle x,y\rangle =0\right\}\,,\quad N_{W}=\left\{y\in W,\forall x\in V,\langle x,y\rangle =0\right\}\,} |

són els submòduls nuls (subespais nuls) de la forma bilineal. Si {\displaystyle N_{V}=\{0\}\,} i {\displaystyle N_{W}=\{0\}\,} aleshores la forma bilineal es diu no degenerada i degenerada en cas contrari. Si la forma és degenerada i {\displaystyle \pi _{V}:V\longrightarrow V/N_{V}\,} i {\displaystyle \pi _{W}:W\longrightarrow W/N_{W}\,} són les respectives projeccions canòniques, la forma bilineal
| {\displaystyle {\tilde {\omega }}:V/N_{V}\times W/N_{W}\longrightarrow K\,}   |
| {\displaystyle \langle \pi _{V}(x),\pi _{W}(y)\rangle =\langle x,y\rangle \,} |

és no degenerada.

## Formes bilineals simètriques i alternades
Si {\displaystyle V=W\,} i {\displaystyle K\,} és commutatiu, té sentit definir com a forma bilineal simètrica aquella que compleix
| {\displaystyle \langle x,y\rangle =\langle y,x\rangle \,} |

i com a forma bilineal alternada la que compleix
| {\displaystyle \forall x\in V,\quad \langle x,x\rangle =0\in K\,} |

Per a una forma bilineal alternada, si {\displaystyle x,y\in V\,}, tenim
| {\displaystyle {\begin{aligned}0&=\langle x+y,x+y\rangle =\langle x,x+y\rangle +\langle y,x+y\rangle =\\&=\langle x,x\rangle +\langle x,y\rangle +\langle y,x\rangle +\langle y,y\rangle =\\&=\langle x,y\rangle +\langle y,x\rangle \end{aligned}}\,} |

que implica
| {\displaystyle \langle x,y\rangle =-\langle y,x\rangle \,} |

En canvi, de l'última igualtat no es pot deduir que {\displaystyle \langle x,x\rangle =0\,}, si no és que la característica de {\displaystyle K\,} és diferent de 2: la condició {\displaystyle \langle x,x\rangle =0\,} és, doncs, més restrictiva que la condició {\displaystyle \langle x,y\rangle =-\langle y,x\rangle }.

## Matriu d'una forma bilineal
Si {\displaystyle V\,} i {\displaystyle W\,} són mòduls lliures finitament generats, o bé, espais vectorials de dimensió finita i {\displaystyle {\mathcal {B}}_{V}=\left\{v_{1},\ldots v_{m}\right\}} i {\displaystyle {\mathcal {B}}_{W}=\left\{w_{1},\ldots w_{n}\right\}} en són bases respectives, una forma bilineal {\displaystyle \omega :V\times V^{\ast }\longrightarrow K\,} queda determinada pels {\displaystyle m\times n} valors
| {\displaystyle \langle v_{i},w_{j}\rangle _{\omega }\,,\quad i=1,\ldots ,m\,,\quad j=1,\ldots ,n\,} |

Si es disposen aquests {\displaystyle m\times n} valors en una matriu de {\displaystyle n} files i {\displaystyle m} columnes,
| {\displaystyle M=\left(\langle v_{i},w_{j}\rangle _{\omega }\right)\,,\quad i=1,\ldots ,m\,,\quad j=1,\ldots ,n\,} |

aleshores el càlcul de {\displaystyle \langle v,w\rangle _{\omega }} és
| {\displaystyle \langle v,w\rangle =w^{T}Mv\,} |

on {\displaystyle w^{T}} és el transposat de {\displaystyle w}, és a dir, amb les components escrites en una fila, en lloc de en una columna.
En canvi, si la matriu és de {\displaystyle m} files i {\displaystyle n} columnes, és a dir, la matriu transposada de la matriu {\displaystyle M}, el càlcul és
| {\displaystyle \langle v,w\rangle =v^{T}M^{T}w\,} |

## Exemples

### L'àrea d'un paral·lelogram
Sigui {\displaystyle V_{2}} l'espai vectorial dels vectors del pla sobre el cos dels nombres reals i sigui {\displaystyle {\mathcal {B}}\,} una base d'aquest espai. L'aplicació que fa correspondre a cada parella de vectors l'àrea del paral·lelogram que determinen, mesurada tot prenent l'àrea del paral·lelogram que determinen els vectors de la base {\displaystyle {\mathcal {B}}\,} com a unitat de mesura és una forma bilineal {\displaystyle V_{2}\times V_{2}\longrightarrow \mathbb {R} }. Com que, a més, un vector qualsevol i ell mateix determinen un paral·lelogram d'àrea zero, es tracta d'una forma bilineal alternada, que no és altra que el determinant de dos vectors de {\displaystyle V_{2}}.

### El producte escalar euclidià
El producte escalar en un espai euclidià és una forma bilineal simètrica. En efecte, si escrivim el producte {\displaystyle {\vec {x}}\cdot {\vec {y}}\,} en la forma {\displaystyle \langle {\vec {x}},{\vec {y}}\rangle \,}, pròpia de les formes bilineals, les propietats del producte escalar i tenim en compte la commutativitat de {\displaystyle \mathbb {R} },
| {\displaystyle (x+y)\cdot z=x\cdot z+y\cdot z\,,\quad x\cdot (y+z)=x\cdot y+x\cdot z\,} |
| {\displaystyle (\lambda x)\cdot y=x\cdot (\lambda y)=\lambda (x\cdot y)\,}              |
| {\displaystyle x\cdot y=y\cdot z\,}                                                     |

obtenim
| {\displaystyle \langle x+y,z\rangle =\langle x,z\rangle +\langle y,z\rangle \,,\quad \langle x,(y+z)\rangle =\langle x,y\rangle +\langle x,z\rangle \,} |
| {\displaystyle \langle \lambda x,y\rangle =\langle x,\lambda y\rangle =\lambda \langle x,y\rangle \,}                                                   |
| {\displaystyle \langle x,y\rangle =\langle y,z\rangle \,}                                                                                               |

i és clar que es tracta d'una forma bilineal simètrica.

### Còniques i quàdriques
Una quàdrica o superfície quàdrica és una hipersuperfície definida en un espai vectorial n-dimensional pels punts que anul·len un polinomi quadràtic de n variables:
| {\displaystyle \sum _{i=1}^{n}\sum _{j=1}^{i}P_{ij}x_{i}x_{j}+\sum _{k=1}^{n}Q_{k}x_{k}+R=0\,} |

L'estudi i la classificació de cada quàdrica se sol fer a partir de l'estudi de la forma bilineal simètrica de matriu 
| {\displaystyle {\begin{pmatrix}P_{11}&P_{12}/2&\ldots &P_{1n}/2\\P_{21}/2&P_{22}&\ldots &P_{2n}/2\\\vdots &\vdots &\vdots &\vdots \\P_{n1}/2&P_{n2}/2&\ldots &P_{nn}\end{pmatrix}}\,} |

obtinguda a partir dels coeficients dels termes de segon grau de l'equació de la quàdrica en estudi.

### Mòduls o espais duals
Si {\displaystyle V} és un {\displaystyle >K}-mòdul i {\displaystyle V^{\ast }} és el seu mòdul dual, l'aplicació
| {\displaystyle \omega :V\times V^{\ast }\longrightarrow K\,}                      |
| {\displaystyle \langle x,\varphi \rangle _{\omega }=\langle x,\varphi \rangle \,} |

que a la parella {\displaystyle (x,\varphi )} li fa correspondre el valor {\displaystyle \langle x,\varphi \rangle } de la forma {\displaystyle \varphi } en l'element {\displaystyle x\in V} és òbviament una forma bilineal.